# Resolució 1261 del Consell de Seguretat de les Nacions Unides
La Resolució 1261 del Consell de Seguretat de les Nacions Unides fou adoptada per unanimitat el 25 d'agost de 1999. En la primera resolució per tractar el tema, el Consell va condemnar l'orientació dels nens en conflictes armats, incloent el reclutament i l'ús militar de nens soldat.
El Consell de Seguretat va ser informat abans de l'aprovació de la resolució que 300.000 nens i nenes de set o vuit anys servien de soldats, guerrillers o jugaven algun paper en conflictes armats en més de 30 països del món. També es va dir que en les guerres de l'última dècada, els conflictes armats havien matat a 2 milions de nens.

## Resolució

### Observacions
El preàmbul de la resolució va assenyalar els esforços recents per posar fi a l'ús de nens soldats en violació de llei internacional, inclòs el Conveni sobre la prohibició de les pitjors formes de treball infantil i l'Estatut de Roma de la Cort Penal Internacional que prohibeix la conscripció obligada de nens menors de quinze anys en forces armades o la participació en crims de guerra.

### Actes
El Consell de Seguretat va expressar la seva preocupació per l'efecte dels conflictes armats sobre els nens i els efectes a llarg termini sobre la pau, la seguretat i el desenvolupament. Va condemnar enèrgicament l'orientació dels nens en conflicte a través d'assassinats, mutilacions, violència sexual, abducció, migració forçosa o ús militar.
Es va demanar a totes les parts interessades que complissin les seves obligacions en virtut del dret internacional, en particular els Convenis de Ginebra i la Convenció sobre els Drets del Nen i els infractors i portessin els infractors a la justícia. També es va instar a les parts a garantir la protecció dels infants (especialment pel que fa a la violència de gènere) i prendre el seu benestar i drets seriosament durant les negociacions de pau i, a més, facilitar el lliurament de l'ajuda humanitària als nens.
El Consell va donar suport als esforços del Fons de les Nacions Unides per a la Infància (UNICEF), l'Alt Comissionat de les Nacions Unides per als Refugiats (ACNUR), Comissió de Drets Humans de les Nacions Unides i el Representant Especial de la Secretari General per a Nens i Conflictes Armats. Va subratllar la importància de la seguretat i la llibertat de moviment per al personal de les Nacions Unides i el personal humanitari i va instar a tots els països i el sistema de les Nacions Unides a garantir la fi del reclutament i l'ús dels nens en conflictes armats a través d'esforços polítics i desmilitarització, desmobilització, rehabilitació i reintegració de nens soldats.
El Consell recorda les disposicions de la Resolució 1209 (1998) sobre els efectes de la proliferació d'armes en grups vulnerables, en particular els nens i, en aquest sentit, va recordar als estats que limitessin les transferències d'armes que provoquessin o prolonguessin el conflicte.
La resolució va reafirmar la disposició del Consell de Seguretat a l'hora de tractar la situació dels nens en conflictes armats per:
(a) assegurar la prestació d'assistència humanitària a la població civil i tenir en compte les necessitats dels infants;
(b) donar suport a la protecció i reassentament dels nens desplaçats a través de l'ACNUR i altres;
(c) considerar l'impacte en els nens quan s'adoptin mesures d'acord amb l'article 41 de la Carta de les Nacions Unides relativa a les sancions;
(d) considerar les respostes adequades quan els edificis o els llocs utilitzats pels nens siguin objectiu en conflictes armats.
Finalment, es va demanar al secretari general Kofi Annan que vetllés perquè el personal de les Nacions Unides tingués una formació adequada sobre els drets i el benestar dels infants i que informés al Consell, el 31 de juliol de 2000, sobre l'aplicació de la resolució actual.